# كوه زين (صائين قلعة)
کوه زین (بالفارسية: کوه زین) هي قرية تقع في إيران في قسم صائين قلعة الریفي. يقدر عدد سكانها بـ 453 نسمة بحسب إحصاء 2016.